# Rhinochimaera africana
Rhinochimaera africana là một loài cá thuộc họ Rhinochimaeridae. Chúng được tìm thấy ở Trung Quốc, Nhật Bản, Mozambique, Nam Phi, và Đài Loan. Môi trường sống tự nhiên của chúng là biển mở.
Loài này đang bị đe dọa do mất môi trường sống.